# Volkameria
Volkameria, biljni rod iz porodice usnača smješten u tribus Caryopterideae, dio potporodicde Ajugoideae. Rod je rasprostranjen po tropima i suptropima Amerike, Afrike, Azije i Australije. Opisan je 1753., a u njega je bilo uključeno do 2023. godine 10 vrsta,  kada su pridodane još 4 vrste koje su izdvojene iz roda Clerodendrum. Uz ovih 14 vrsta ostalo je još 13 neopisanih vrsta sa Madagaskara. Tipična je Trichostema dichotomum L., jednogodišnja biljka iz Kanade, SAD-a i Bahama

## Opis
Grmovi i drveće. Tipična je Volkameria aculeata L., američki grm uvezen u Afriku i Indiju, dok je po ljekovitosti najpoznatija Volkameria inermis L., u narodnom jeziku poznata kao “divlji jasmin”, “čarobnjački grm”, “primorski klerodendrum”,, poznatoj osobito po njezinoj jedinstvenoj sposobnosti u ublažavanju motoričkih tikova. Glavna farmakološka svojstva V. inermis uključuju djelovanje protiv raka, protuupalno, antioksidativno, hepatoprotektivno, analgetsko i antibakterijsko djelovanje. Ostala svojstva uključuju djelovanje protiv tirozinaze, antigljivično, neuroprotektivno, hipotenzivno, hipoglikemijsko i druga.

## Vrste
1. Volkameria acerbiana Vis.
2. Volkameria aculeata L.
3. Volkameria aggregata (Gürke) Mabb. & Y.W.Yuan
4. Volkameria eriophylla (Gürke) Mabb. & Y.W.Yuan
5. Volkameria glabra (E.Mey.) Mabb. & Y.W.Yuan
6. Volkameria globosa (Moldenke) Satthaphorn; uklopljena 2023
7. Volkameria heterophylla Poir.
8. Volkameria inermis L.
9. Volkameria laciniata (Balf.f.) Satthaphorn; uklopljena 2023
10. Volkameria ligustrina Jacq.
11. Volkameria mollis (Kunth) Mabb. & Y.W.Yuan
12. Volkameria parvula (L.S.Sm.) Satthaphorn; uklopljena 2023
13. Volkameria pittieri (Moldenke) Mabb. & Y.W.Yuan
14. Volkameria tatei (F.Muell.) Satthaphorn; uklopljena 2023

## Sinonimi
- Cornacchinia Savi; Mem. Mat. Fis. Soc. Ital. Sci. 21: 184 (1837)
- Douglassia Mill.; Gard. Dict. Abr., ed. 4.: s.p. (1754), nom. rej.
- Huxleya Ewart; Proc. Roy. Soc. Victoria, n. s., 25: 109 (1912)